# Барабанна перетинка
Бараба́нна пере́тинка, так само слуховá перéтинка (лат. membrana tympani, membrana tympanica, myringa, myrinx) — овальна плівка (11×9 мм), завтовшки 0,1 мм, що відділяє просвіт зовнішнього слухового проходу від барабанної порожнини.

## Будова
У живої людини барабанна перетинка блискуча і напівпрозора, у мертвої вона сірого кольору. Волокнисто-хрящовим кільцем вона прикріплена до барабанної борозни (sulcus tympanicus) скроневої кістки. У плода барабанна перетинка лежить у горизонтальній площині, у новонароджених під кутом 10°, а в дорослих з нижньою стінкою кісткового відділу зовнішнього слухового ходу утворює відкритий назовні кут (45-55°). Вона дещо втягнута в барабанну порожнину, нагадуючи плоску лійку, заглиблення в центрі її зовнішньої поверхні називається пупком барабанної перетинки (umbo). У центрі до пупка кріпиться руків'я молоточка — однієї зі слухових кісточок. Переферійна частина утворює волокнистохрящеве кільце — барабанне кільце чи зв'язку Герлаха (annulus tympanicus). З боку зовнішнього слухового ходу барабанна перетинка вкрита тонким шаром епідермісу, на внутрішній, звернутій до барабанної порожнини поверхні, — слизовою оболонкою. Між слизовою оболонкою і й епідермісом у барабанній перетинці є волокниста тканина, причому на периферії її волокна розташовані переважно по колу, а в центрі — радіально.

### Частини
Верхня, завширшки до 2 мм, частина барабанної перетинки, що прилягає до лускової частини скроневої кістки, не має волокнистої тканини, вона не натягнута і називається розслабленою частиною (pars flaccida). Вона розташовується над латеральним відростком молоточка між вирізкою Рівінуса (incisura tympanica, incisura Rivini) та передньою і задньою складками молоточка (plicae malleolares ant. et post.). Більша частина барабанної перетинки, закріплена в барабанній борозні, називається натягнутою частиною (pars tensa). У більшому обсязі натягнута частина складається з трьох шарів: зовнішнього шкірного (епідермісу), середнього фіброзного та внутрішнього слизового. Епідерміс барабанної перетинки є продовженням шкіри зовнішнього слухового проходу. Фіброзний шар містить у собі радіальні, циркулярні і параболічні волокна, у ньому закріпляється руків'я молоточка. Відносно міцний, фіброзний шар, тим не менш, може зазнавати розривів. Періодичне натягання перетинки здійснюється м'язом-натягувачем барабанної перетинки, що відходить від хрящевої частини євстахієвої труби і кріпиться до молоточка.

## Клінічне значення
Ненавмисна перфорація (розрив) перетинки трапляється при вибухових травмах і авіаперельотах, переважно серед пацієнтів з інфекцією верхніх дихальних шляхів і пов'язаним з нею скупченням слизу, яке перешкоджає вирівнюванню тиску в середньому вусі. Також розрив може статися при купанні, підводному плаванні (у тому числі з аквалангом), при заняттях бойовими мистецтвами.
Пацієнти з розривом барабанної перетинки можуть скаржитися на кровотечу, дзвоніння у вухах, втрату слуху, порушення рівноваги (вертиго). Повідомляється, що 80-95 % випадків загоєння розриву стається протягом 2-4 тижнів без лікування, медичне втручання стає необхідним лише при серйозних травмах.
Запалення барабанної перетинки називається мірингітом, і в більшості випадків трапляється як ускладнення отитів.

## У культурі

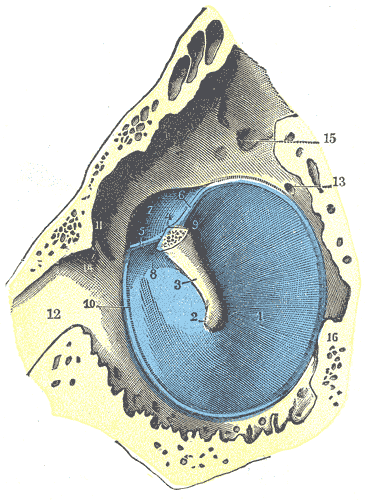
Барабанна перетинка з навколишніми структурами. (вигляд з боку барабанної порожнини):
1. Натягнута частина (pars tensa);
2. Пупок (umbo membranae tympani);
3. Руків'я молоточка;
4. Бічний відросток молоточка;
5. Передня молоточкова складка;
6. Задня молоточкова складка;
7. Ненатягнута частина (pars flaccida) («шрапнеллева мембрана»);
8. Передній закуток Трельча;
9. Задній закуток Трельча;
10. Волокнисто-хрящеве кільце (annulus fibrocartilagineus);
11. Кам'янисто-барабанна щілина;
12. Євстахієва труба;
13. Задній каналець барабанної струны;
14. Передній каналець барабанної струны;
15. Ямка коваделка для короткої ніжки коваделка;
16. Шилоподібний виступ скроневої кістки (prominentia styloidea)

У тихоокеанського народу баджо прийнято навмисне проколювання барабанної перетинки у ранньому віці: для полегшення перебування під водою. З цієї причини багато банджо старшого віку мають проблеми зі слухом.

## Галерея

Анатомія вуха (барабанна перетинка виділена темно-зеленим).
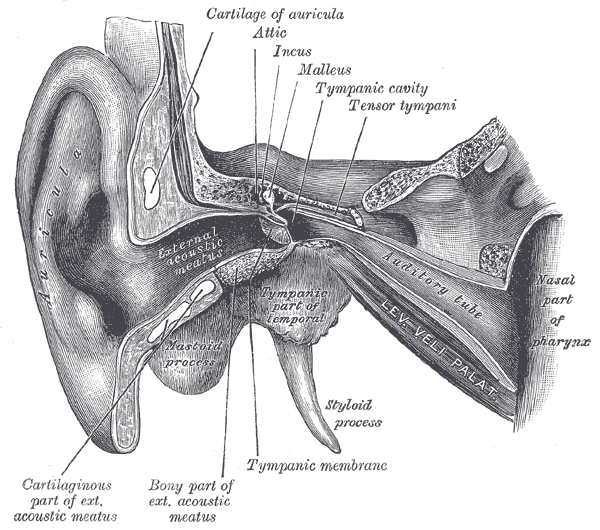
Зовнішнє і середнє вухо, права сторона, відкрите спереду (корональний розріз)
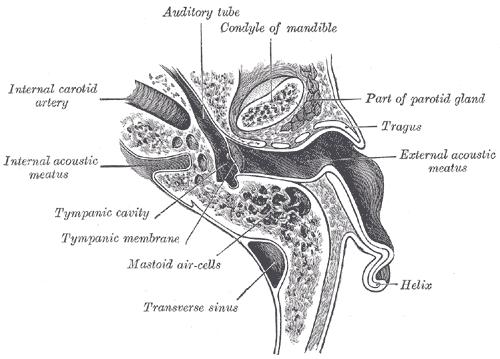
Горизонтальний розріз через ліве вухо; верхня половина розрізу
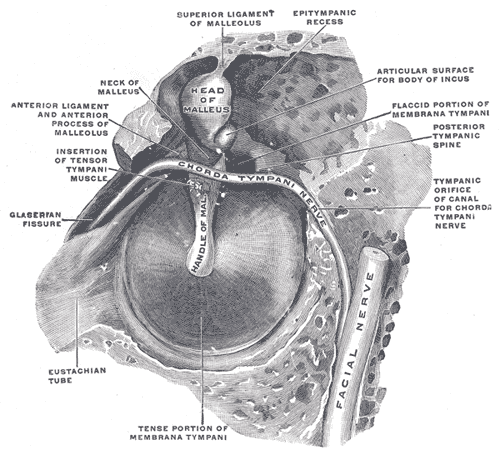
Права барабанна перетинка з молоточком і барабанною струною, вигляд зсередини, ззаду, і зверху
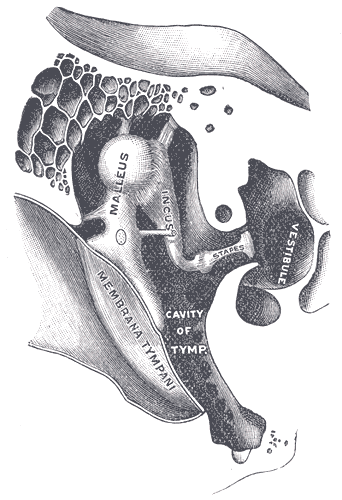
Слухові кісточки зі зв'язками, показані спереду у вертикальному, поперечному розрізі барабанної порожнини
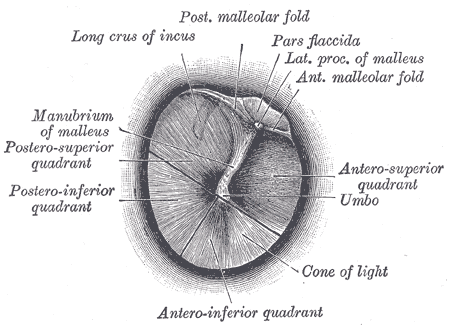
Малюнок правої барабанної перетинки, видної в анатомічне дзеркало
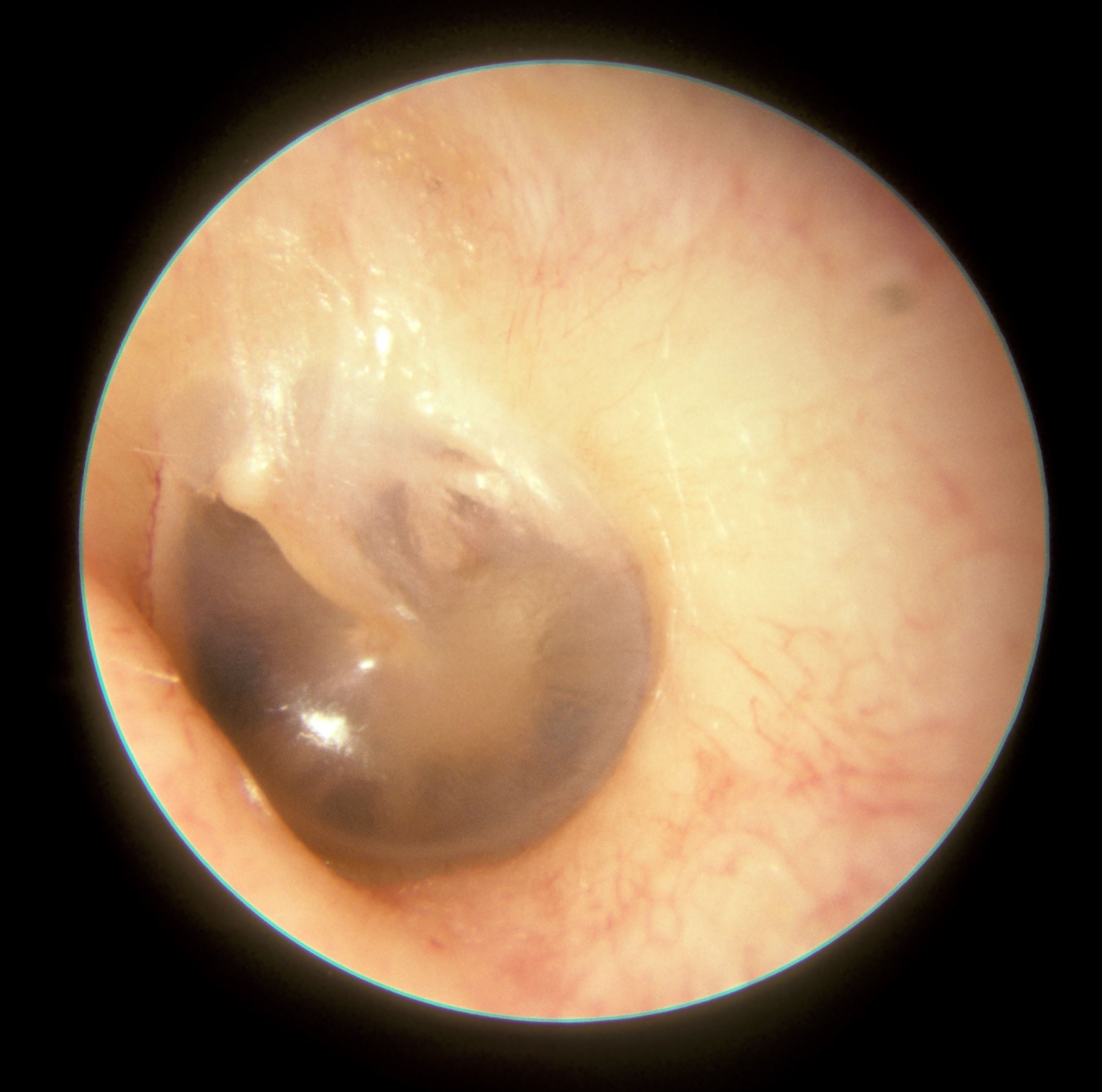
Нормальна ліва барабанна перетинка.
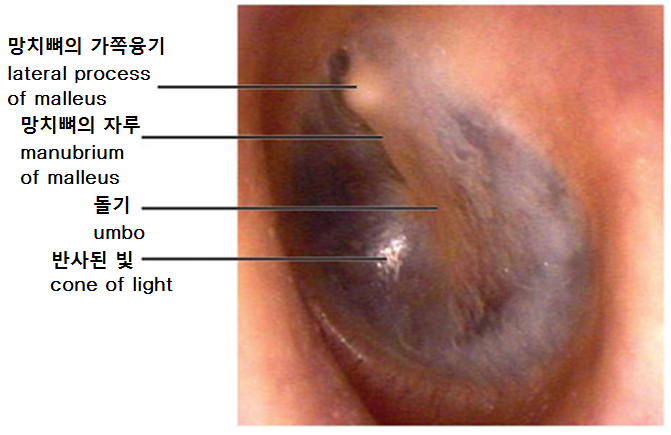
Барабанна перетинка в отоскоп
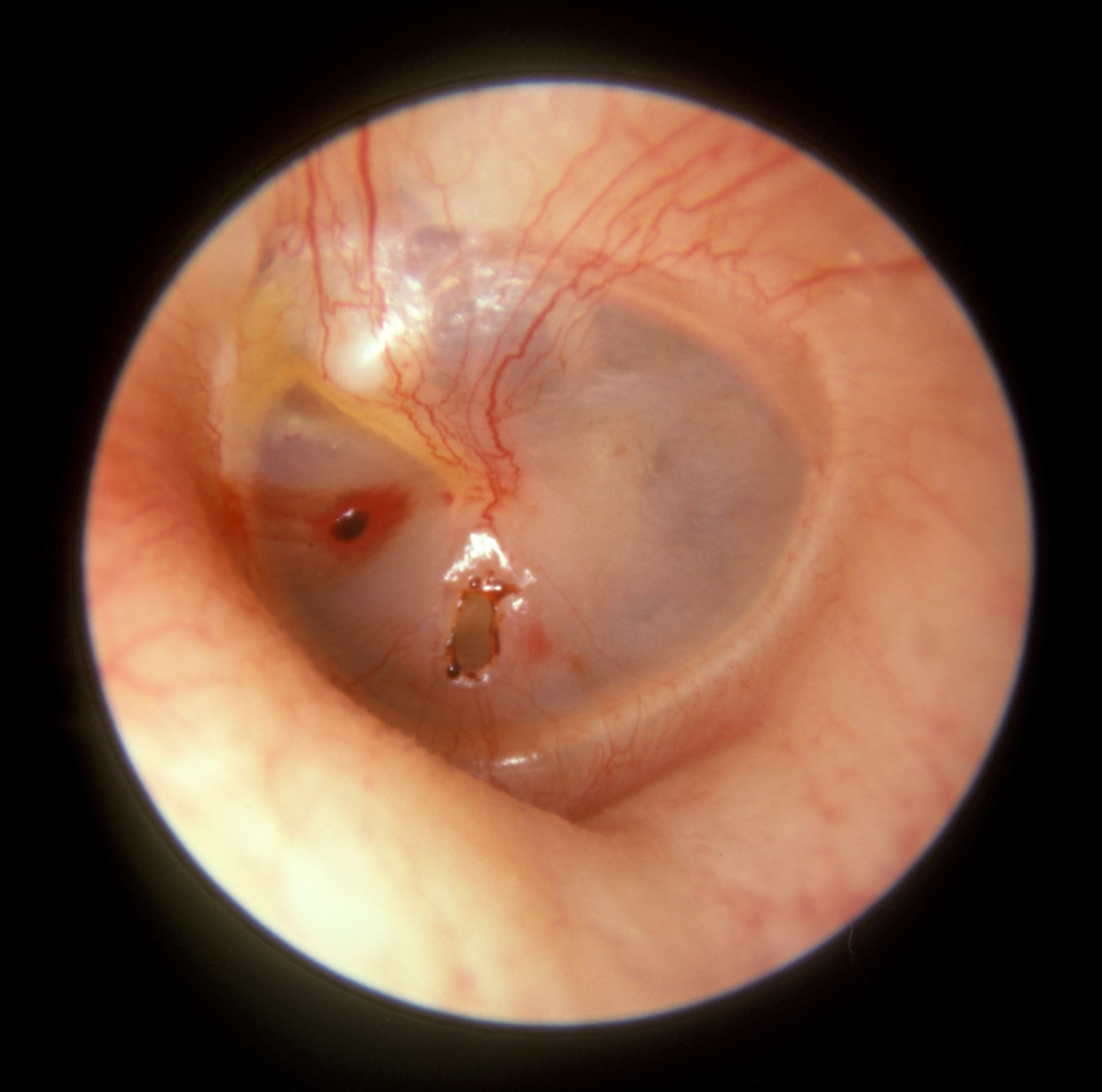
Овальний розрив лівої барабанної перетинки, у результаті удара долонню по вуху
Майже повна перфорація правої барабанної перетинки, наслідок гострого середнього отиту
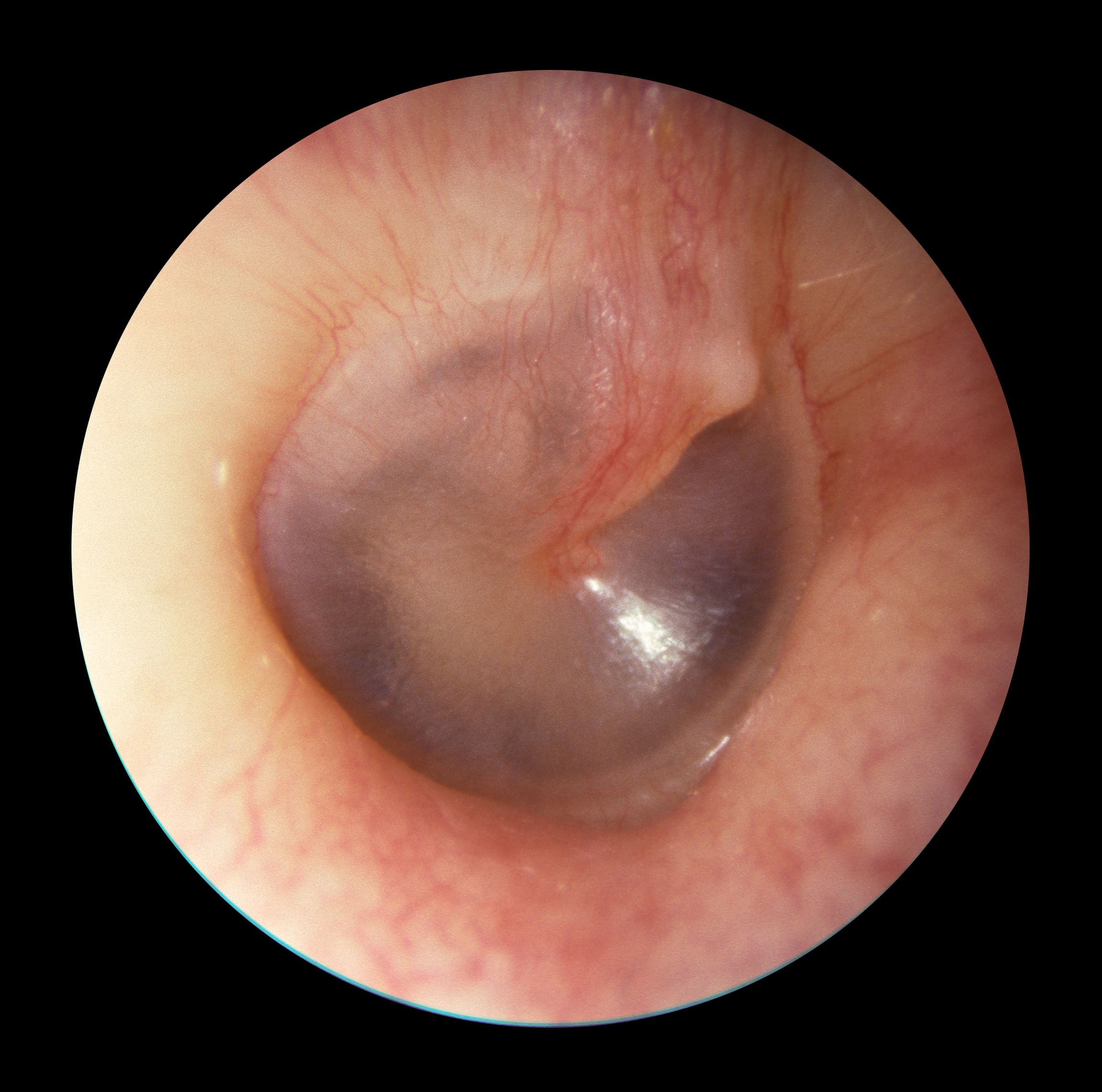
Нормальна права барабанна перетинка
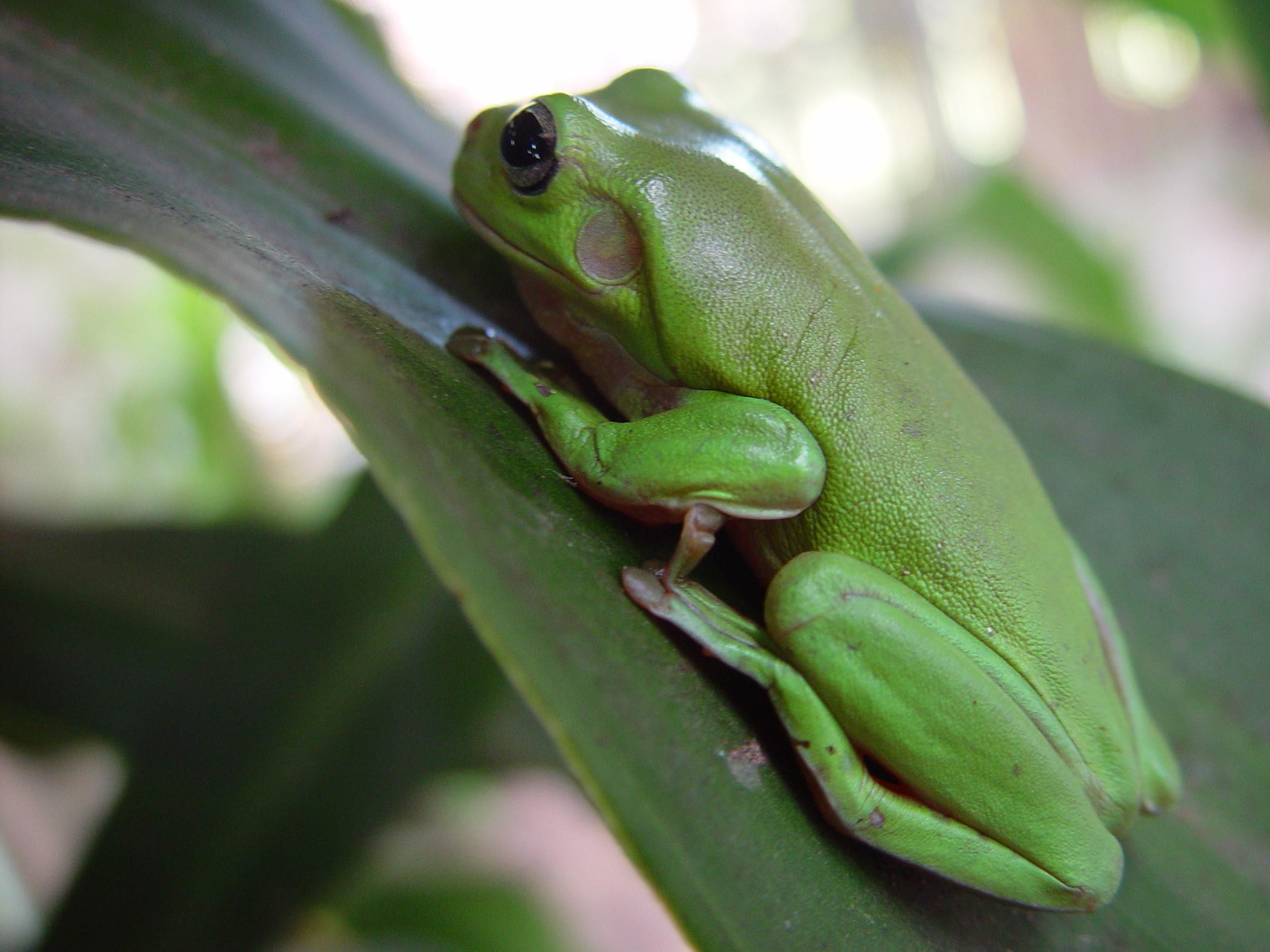
Барабанна перетинка райки